# Standrohrwasserzähler

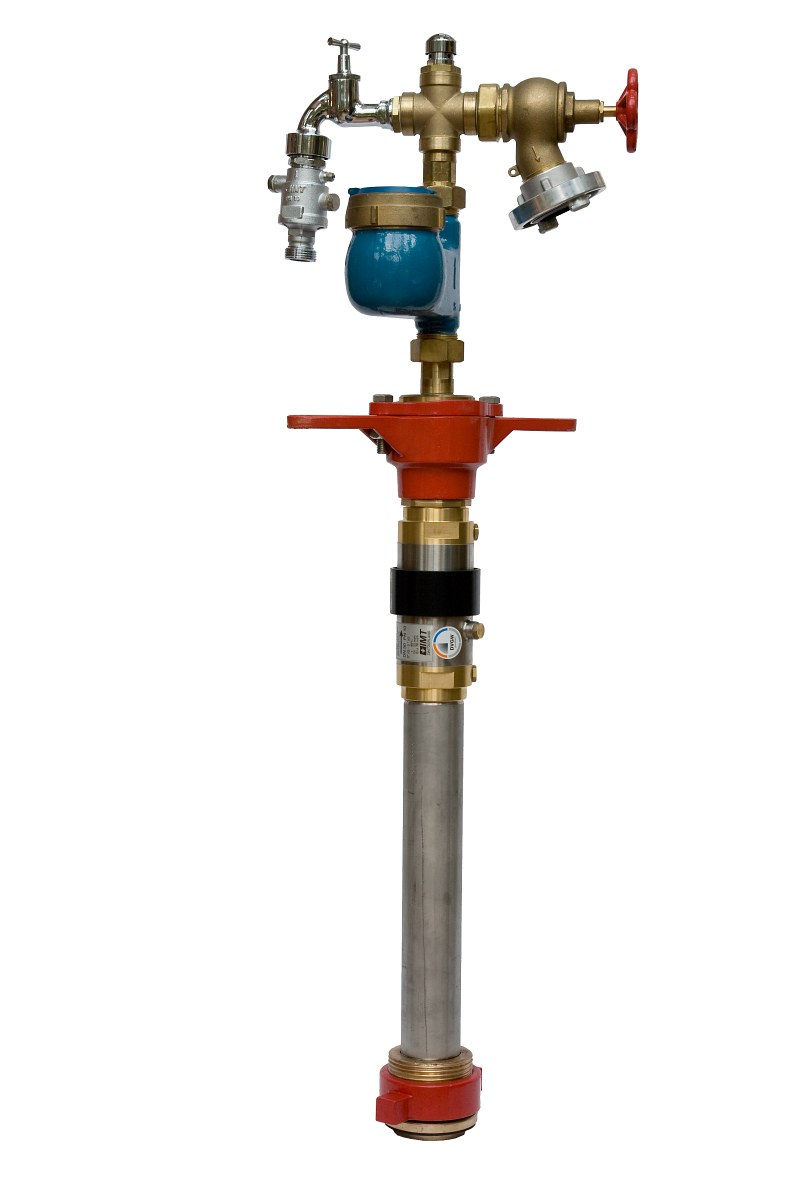
Standrohrwasserzähler

Standrohrwasserzähler sind eine Kombination aus einem Standrohr und einem Wasserzähler. Sie dienen dazu, Wasser aus Hydranten zu entnehmen, wobei die entnommene Wassermenge gemessen wird. Das Standrohr wird beim Gebrauch an Unterflurhydranten angeschlossen, es stehen meist verschiedene Anschlüsse (Schlauchkupplungen, Wasserhahn) zur Verfügung. Damit bei Druckschwankungen kein Wasser ins Netz zurückfließen kann, sind die Standrohrwasserzähler meist mit einem Rückflussverhinderer ausgestattet. Damit das Wasser nach Gebrauch nicht in dem Rohr stehen bleibt (Hygiene), besitzt das Standrohr am oberen Ende meist einen Rohrentlüfter.
Da der Wasserzähler im Allgemeinen zu Abrechnungszwecken (im geschäftlichen Verkehr) verwendet wird, unterliegt er der Eichpflicht.

## Verwendung
Die Entnahme von Wasser aus Hydranten (mit Ausnahme von Löschwasser) ist kostenpflichtig, die Menge des entnommenen Wassers wird mit einem Wasserzähler gemessen, der direkt an dem Standrohr angebracht ist.
Für Wasserbezug bei z. B. Baustellen, Veranstaltungen etc. kann man beim örtlichen Wasserversorger oder bei der Kommune einen Standrohrwasserzähler ausleihen. Der Zählerstand bei Empfang und bei Rückgabe des Zählers wird dabei notiert und dient als Grundlage für die Berechnung der Kosten. Kommunale Dienstleister, die für ihre Aufgaben Wasser benötigen (Bewässerung, Straßenreinigung etc.), führen meist Standrohrwasserzähler mit.

## Bauarten
Je nach Durchfluss sind die Standrohrwasserzähler mit Wasserzählern mit einem Nenndurchfluss von 2,5 m³/h, 6 m³/h, 10 m³/h oder maximal 15 m³/h ausgestattet.

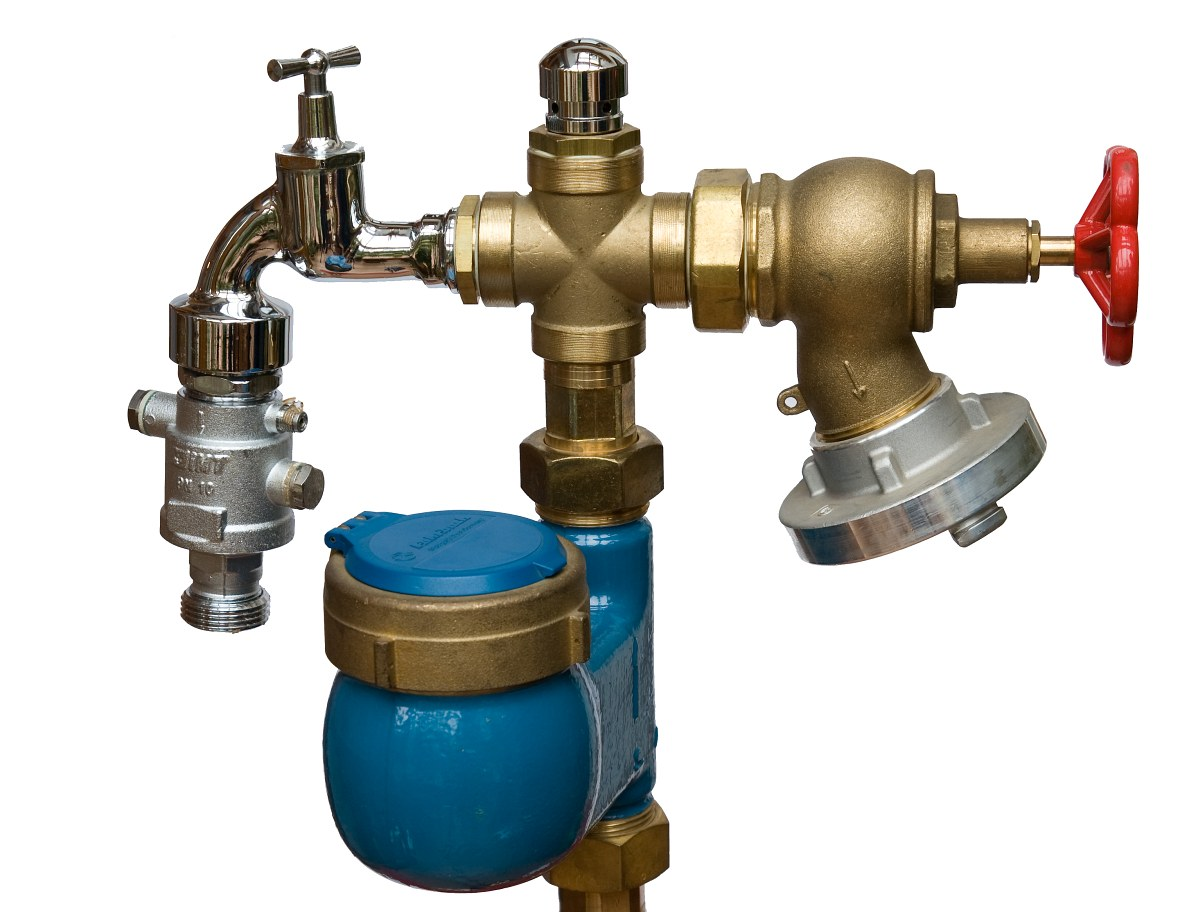
Standrohrwasserzähler-Detail